# Kirtland Air Force Base
Kirtland Air Force Base (IATA-code: ABQ, ICAO-code: KABQ) is een vliegbasis van de United States Air Force 5 km ten zuidoosten van het centrum van Albuquerque in de Amerikaanse staat New Mexico. 
De vliegbasis deelt de startbanen met de publieke luchthaven Albuquerque International Sunport.
Kirtland AFB is de grootste vliegbasis van het Air Force Global Strike Command en de zesde grootste vliegbasis van de Amerikaanse luchtmacht. De basis beslaat 51.558 hectare en heeft meer dan 23.000 mensen in dienst, waaronder meer dan 4.200 actieve dienst en 1.000 bewakers, plus 3.200 parttime reservepersoneel. In 2000 bedroeg de economische impact van Kirtland AFB op de stad Albuquerque meer dan $ 2,7 miljard.
Kirtland is de thuisbasis van het Nuclear Weapons Center (NWC) van het Air Force Materiel Command. De verantwoordelijkheden van de NWC omvatten de verwerving, modernisering en instandhouding van nucleaire systeemprogramma's voor zowel het ministerie van Defensie als het ministerie van Energie. De NWC bestaat uit twee vleugels - de 377th Air Base Wing en 498th Nuclear Systems Wing - samen met tien groepen en zeven squadrons.
Kirtland is ook de thuisbasis van de 58th Special Operations Wing (58 SOW), een Air Education and Training Command (AETC)-eenheid die formele training van vliegtuigtypes/modellen/series biedt. De 58 SOW vliegt met de HC-130J en MC-130J vliegtuigen, UH-1N Huey en HH-60G Pave Hawk helikopters en CV-22 Osprey-hybride vliegtuigen. 
Het hoofdkwartier van het Air Force Operational Test and Evaluation Center bevindt zich ook op Kirtland AFB. Daarnaast is de 150th Special Operations Wing van de New Mexico Air National Guard, een eenheid van het Air Combat Command (ACC), ook gelegerd in Kirtland.
Kirtland Air Force Base werd in februari 1942 vernoemd naar kolonel Roy C. Kirtland (1874-1941). Kolonel Kirtland leerde vliegen in 1911 in een van de eerste Wright-vliegtuigen in Dayton, Ohio. Tijdens de Eerste Wereldoorlog organiseerde en voerde hij het bevel over een regiment monteurs en diende hij als inspecteur van luchtvaartfaciliteiten. Hij werd in 1941 op 65-jarige leeftijd terug gemobiliseerd en was de oudste militaire piloot van het Air Corps. Kolonel Kirtland stierf op 2 mei 1941 aan een hartaanval in Moffett Field (Californië).